# 윤무영
윤무영(尹務榮, 1890년 4월 2일~1962년 11월 18일)은 한국의 독립운동가이다.

## 생애
조선 충청도에서 태어난 그는 1919년 4월 1일, 충주군 신니면 장날에 단경옥(段慶玉),  이희갑(李喜甲), 이강렴(李康濂) 등과 함께 독립만세 시위운동을 계획 및 주도했다. 장터에 모인 관중들 앞에서 독립선언서를 낭독하고 태극기를 흔들며 시위를 벌이다가 일경에 붙잡혀 구속되었다.
1992년에 대한민국 정부는 그에게 대통령표창을 추서하였다.